# NGC 5857
NGC 5857 је спирална галаксија у сазвежђу Волар која се налази на NGC листи објеката дубоког неба.
Деклинација објекта је + 19° 35' 54" а ректасцензија 15h 7m 27,3s. Привидна величина (магнитуда) објекта NGC 5857 износи 13,0 а фотографска магнитуда 13,8. NGC 5857 је још познат и под ознакама UGC 9724, MCG 3-39-4, CGCG 106-5, KCPG 455A, PGC 53995.